# 수연이
수연이(2003년 6월 26일 ~ )는 대한민국의 가수다. 2020년 싱글 앨범 [lovely white]로 데뷔했다.

## 방송
- 싱어게인1 (2020) - Top71
- 아티스탁 게임 (2022) - Top48(22위)

## 음반
- lovely white (2020)
- blue (2020)
- loop (2021)
- cover (2021)
- love u too much ! (2021)
- Selfish (2021)